# ديك إليوت (سياسي)
ديك إليوت (بالإنجليزية: Dick Elliott)‏ هو سياسي أمريكي، ولد في 26 سبتمبر 1935 في الولايات المتحدة، وتوفي في 7 يونيو 2014 في فلورنس في الولايات المتحدة. حزبياً، نشط في الحزب الديمقراطي. وقد انتخب عضو مجلس نواب كارولاينا الجنوبية وانتخب عضو مجلس ولاية كارولاينا الجنوبية.